# Fotis Kafatos

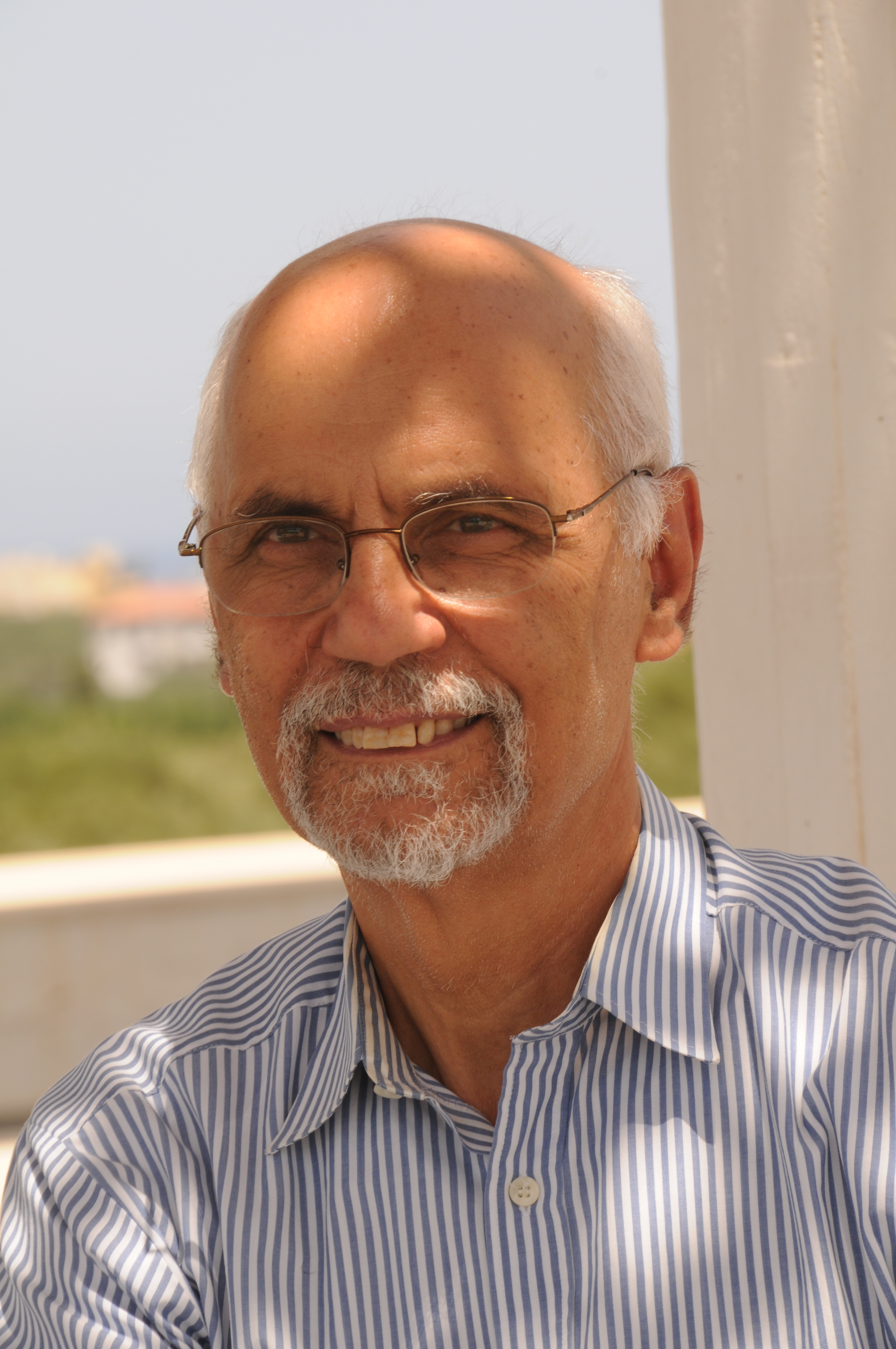
Fotis Kafatos, 2017

Fotis Constantine Kafatos (griechisch Φώτης Καφάτος, * 16. April 1940 in Iraklio, Kreta; † 18. November 2017 ebenda) war ein griechischer Biologe, Molekularbiologe, Immunologe und Malariaforscher.

## Leben
Kafatos studierte Zoologie an der Cornell University bis zum Bachelorabschluss 1961 und danach Biologie an der Harvard University, wo er 1962 seinen Master-Abschluss machte und 1965  promoviert wurde. Danach stieg er in Harvard vom Assistant Professor (1965) bis zum Professor (1969) und Leiter (1978–1982) der Abteilung für Zelluläre und Entwicklungsbiologie (Cellular and Developmental Biology) auf. Seine Professur in Harvard behielt er bis 1994. Daneben war er 1972 bis 1982 Professor für Biologie an der Universität Athen  und war seit 1982 Professor an der Universität Kreta, wo er 1982 bis 1993 Gründungsdirektor des Instituts für Molekularbiologie und Biotechnologie in Iraklio war. 1993 bis 2005 war er Generaldirektor des European Molecular Biology Laboratory (EMBL) in Heidelberg. Von 2005 bis zu seinem Tod war er Professor und Leiter der Immungenetik am Imperial College London. Außerdem war er seit 2007 Adjunct Professor für Immunologie und Infektionskrankheiten in Harvard (School of Public Health).
Kafatos war an der Entwicklung der Technik der cDNA-Technik und Klonierung beteiligt und befasste sich mit der molekularen Entwicklungsbiologie von Insekten. Er war dort ein Pionier in der Untersuchung der Rolle von Genfamilien (Chorion-Gene) in der Entwicklungsbiologie.
Er sequenzierte und klonierte 1976 das Beta-Globin Gen und entwickelte den Dot-Blot als Vorläufer von DNA-Microarrays.
Insbesondere befasste er sich mit der Wechselwirkung des Malaria-Erregers Plasmodium mit seinem Wirtsinsekt Anopheles und wie die Mücke Immunität gegen den Erreger erlangt. Er war an der Sequenzierung des Genoms der Anopheles-Mücke (Anopheles gambiae) 2002 beteiligt und auch am Drosophila Sequenzierungsprojekt.
Er war von 2007 bis 2010 erster Präsident des Europäischen Forschungsrats. Er war Mitglied der Royal Society, der päpstlichen Akademie der Wissenschaften, der National Academy of Sciences (1982), der Academia Europaea (1989), der American Academy of Arts and Sciences und der Académie des sciences. Er war fünffacher Ehrendoktor.
Auch in seiner Heimat Griechenland tat er viel zur staatlichen Förderung der Forschung in Biologie.
2010 erhielt er die Robert-Koch-Medaille.